# Horst Turk
Horst Turk (* 13. April 1935 in Bremen; † 26. März 2008 in Göttingen) war ein deutscher Literaturwissenschaftler, der bis zu seiner Emeritierung im Jahr 2003 als Professor für Neuere Deutsche Literatur an der Georg-August-Universität Göttingen lehrte. Seine Forschungsschwerpunkte waren Literaturtheorie, Methodologie, Theater und Drama, Übersetzungswissenschaft und Internationalitätsforschung.

## Schriften
- Dramensprache als gesprochene Sprache: Untersuchungen zu Kleists "Penthesilea", Bonn 1965.
- Dialektischer Dialog. Literaturwissenschaftliche Untersuchung zum Problem der Verständigung, Göttingen 1975 (erw. Habil.schrift).
- Literaturtheorie (1: Literaturwissenschaftlicher Teil), Göttingen 1976.
- Wirkungsästhetik. Theorie und Interpretation der literarischen Wirkung, München 1976.
- Klassiker der Literaturtheorie, hg. v. H. Turk, München 1979.
- Theater und Drama: theoretische Konzepte von Corneille bis Dürrenmatt, hg. v. H. Turk, Tübingen 1992.
- Philologische Grenzgänge. Zum Cultural Turn in der Literatur, Würzburg 2003.